# V711 Tauri
V711 Tauri eller HD 22468, är en trippelstjärna belägen i den södra delen av stjärnbilden Oxen 11 bågminuter norr om 10 Tauri. Den har en skenbar magnitud som varierar 5,71 – 5,94 och är svagt synlig för blotta ögat där ljusföroreningar ej förekommer. Baserat på parallax enligt Gaia Data Release 3 på ca 33,75 mas, beräknas den befinna sig på ett avstånd på ca 97 ljusår (30 parsek) från solen. Den rör sig närmare solen med en heliocentrisk radialhastighet på ca -21 km/s.

## Observation
Systemet upptäcktes vara en dubbelstjärna av F. G. W. Struve 1822, med komponenterna A och B med en vinkelseparation på 5,4 bågsekunder. (Separationen uppmättes 2016 till 6,7 bågsekunder.) R. E. Wilson 1953 fastställde att den ljusare delen av detta par, komponent A, har en variabel radiell hastighet. År 1963 noterade O. C. Wilson att samma komponent visar mycket höga emissionskärnor i kalcium-H- och K-absorptionslinjerna. Uppföljande observationer av O. C. Wilson 1964 visade att väte-α-linjen av komponent A är helt i emission och den visar måttlig breddning på grund av rotation. Han hittade en stjärnklassificering av K3 V för komponent B, som matchade en vanlig huvudseriestjärna av spektraltyp K.

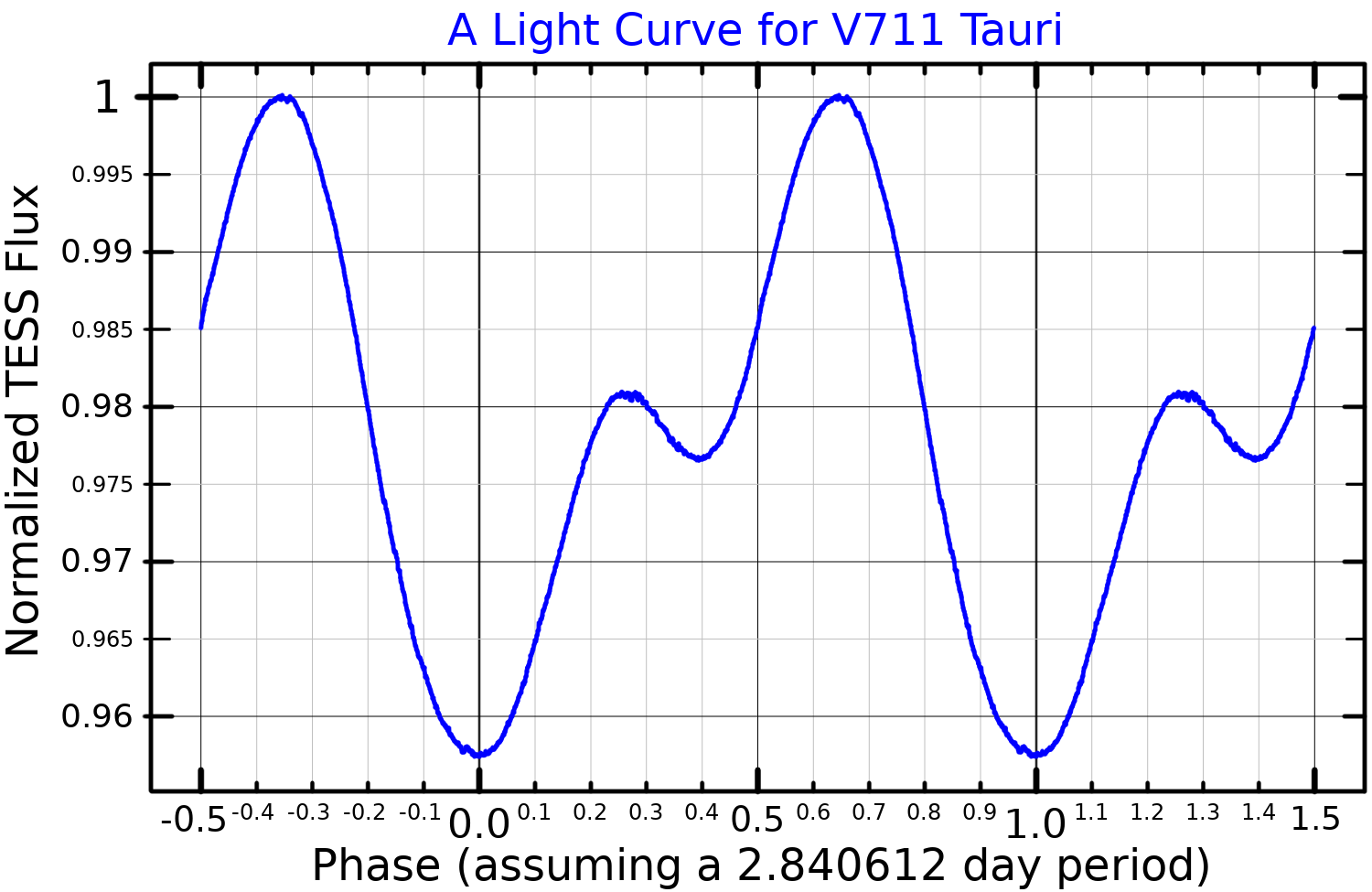
Ljuskurva för V711 Tauri, plottad från TESS-data.

Observationer under 1974–1975 visade att komponent A är en spektroskopisk dubbelstjärna av variabelklassen RS Canum Venaticorum. Med tanke på dess genomsnittliga magnitud på runt 5,9, är det en av de ljusare kända variablerna av denna typ. Inga förmörkelser observerades, men en omloppsperiod på 2,838 dygn bestämdes. Det mesta av emissionen visade sig komma från den mer massiva medlemmen av detta par. Radiostrålning från dubbelstjärnan upptäcktes av F. N. Owen 1976. Den visades 1978, med hjälp av HEAO 1-satelliten, vara en mjuk röntgenkälla.

## Egenskaper
Primärstjärnan V711 Tauri Aa är en orange till gul underjättestjärna av spektralklass K1 IV. Den har en massa som är lika med ca 1,0 solmassa, en radie som är ca 3,7 solradier och utsänder energi från dess fotosfär motsvarande ca 4,8 gånger solen vid en effektiv temperatur av ca 4 800 K. Den bildar en dubbelstjärna med V711 Tauri Aa, som är en gul till vit stjärna i huvudserien av spektralklass G5 V med en skenbar magnitud av 8,79. Den har en massa av ca 0,8 solmassa, en radie som är ca 1,1 solradie och en effektiv temperatur av ca 5 500 K.
De två stjärnorna kretsar så nära varandra att deras tidvatteneffekter ger dem en elliptisk form. Underjätten fyller ungefär 80 procent av dess Roche-lob. Underjättens kromosfär är en av de mest aktiva kända, med en djup konvektiv zon som driver den magnetiska dynamon. Medföljaren av G-typ har en ytlig konvektionszon och är mindre aktiv.
Följeslagaren V711 Tauri B är en orange till gul stjärna i huvudserien av spektralklass K3 V, som har en massa som är lika med 0,78 solmassa, en radie som är 0,78 solradier och utsänder energi från dess fotosfär motsvarande ca 0,3 gånger solen vid en effektiv temperatur av ca 4 800 K.